# Liste des mangas A Certain Magical Index
Cet article est un complément de l'article Toaru Majutsu no Index. Il présente la liste des mangas basé sur la série de light novels Toaru Majutsu no Index.

## Liste des volumes

### A Certain Magical Index
| no | Japonais          | Japonais          | Français          | Français          |
| no | Date de sortie    | ISBN              | Date de sortie    | ISBN              |
| --- | ----------------- | ----------------- | ----------------- | ----------------- |
| 1 | 10 novembre 2007  | 978-4-7575-2157-5 | 5 juillet 2012    | 978-2-35592-413-2 |
| Liste des chapitres : - Le briseur d'illusion - Une demoiselle nommée "Index" - Les magiciens - Le reflet de la lune - À la sortie du palais du cancer, orientation ouest |                   |                   |                   |                   |
| Tôma est victime d'une mauvaise blague jouée par le destin : il dispose d'un don extraordinaire, celui d'annuler tout pouvoir surnaturel. Mais dans la Cité Académique, la ville fourmillante d'étudiants en sciences occultes où il vit, cette capacité pourtant incroyable ne lui attire aucune estime. Comble de l'ironie, à chaque fois qu'il utilise son pouvoir, une terrible malchance s'acharne sur lui ! C'est peut-être cette malédiction qui lui fait croiser le chemin d'Index, une jeune nonne poursuivie par d'inquiétants magiciens. Étrange mélange de courage et de naïveté, Index a mémorisé 103 000 ouvrages de sorcellerie interdits pour le compte de l'Église. Fragilisée sans le savoir par les secrets qu'elle abrite, la jeune fille est sur le point de voir se refermer sur elle un piège mortel. Science ou magie, qui l'emportera ? |                   |                   |                   |                   |
| 2 | 10 juin 2008      | 978-4-7575-2299-2 | 5 juillet 2012    | 978-2-35592-414-9 |
| Liste des chapitres : - Ombre furtive au clair de lune - Index de l’Église du Mal Nécessaire - Temps limite - La laisse - Index : La conclusion |                   |                   |                   |                   |
| Un des poursuivants d’Index fait son apparition : il s’agit de Stiyl Magnus, un puissant magicien qui maîtrise les runes. Mais grâce à son pouvoir hors du commun, Tôma parvient à le vaincre avant de s’enfuir avec la jeune nonne, grièvement blessée… Il trouve refuge chez un de ses professeurs, qui accepte d’effectuer le rituel nécessaire pour soigner les blessures de la fillette. Mais les assaillants d’Index n’ont pas dit leur dernier mot… |                   |                   |                   |                   |
| 3 | 22 novembre 2008  | 978-4-7575-2427-9 | 13 septembre 2012 | 978-2-35592-434-7 |
| Liste des chapitres : - Mikoto Misaka - Petite sœur - L'esper le plus puissant - Sisters - Rapport 1 |                   |                   |                   |                   |
| Tôma découvre avec stupéfaction que les poursuivants d'Index sont en réalité ses gardes du corps, chargés d'effacer chaque année les souvenirs de la jeune fille afin que son cerveau n'arrive pas à saturation ! Mais le lycéen se rend vite compte que cette histoire n'est qu'une invention de l'Église pour tenir Index sous son joug. Grâce à son don hors du commun, il parvient à anéantir le sortilège qui la menace. Hélas, au cours de l'opération, sa propre mémoire est détruite. Dans ces conditions, difficile de reprendre sa vie de tous les jours comme si de rien n'était ! Surtout quand on est le rival officiel de Mikoto Misaka, l'un des espers les plus puissants de la ville… |                   |                   |                   |                   |
| 4 | 21 mars 2009      | 978-4-7575-2512-2 | 15 novembre 2012  | 978-2-35592-459-0 |
| Liste des chapitres : - Rapport ② - Expérience N° 10032 - Le plus faible contre le plus fort ① - Le plus faible contre le plus fort ② - Le plus faible contre le plus fort ③ - Épilogue |                   |                   |                   |                   |
| Peu après avoir fait la connaissance de la sœur de Mikoto, Tôma apprend qu'il s'agit en réalité d'une des "sisters", des clones de la jeune surdouée fabriqués dans un but bien précis : créer un esper de niveau 6. Mais pour cela, Accelerator, l'étudiant le plus puissant de la Cité Académique, doit éliminer 20 000 d'entre elles en combat singulier ! Horrifié, Tôma décide d'aller trouver Mikoto pour mettre un terme à l'expérience… |                   |                   |                   |                   |
| 5 | 27 octobre 2009   | 978-4-7575-2677-8 | 10 janvier 2013   | 978-2-35592-479-8 |
| Liste des chapitres : - 31 Août - Un faux rendez-vous - L'imposteur - Ôma Yamisaka [1] - Ôma Yamisaka [2] |                   |                   |                   |                   |
| Alors que Mikoto s'apprête à se laisser abattre par Accelerator pour fausser les calculs du diagramme arborescent, Tôma décide d'aller lui-même affronter l'esper. Grâce à l'Imagine Breaker et à l'aide des sisters, il parvient à le mettre en difficulté ! Sa victoire sonne le glas de l'expérience : les clones de Mikoto sont libérés et reçoivent un traitement médical. Mais tandis que la fin des vacances arrive à grands pas, de nouveaux adversaires viennent bouleverser le quotidien du jeune lycéen… |                   |                   |                   |                   |
| 5.5 | 27 octobre 2009   | 978-4-7575-2675-4 | —                 |                   |
| Premier Guide Book |                   |                   |                   |                   |
| 6 | 22 mai 2010       | 978-4-7575-2870-3 | 14 mars 2013      | 978-2-35592-505-4 |
| Liste des chapitres : - 31 Août ② - Communication - L'étape suivante - Les deux chercheurs ① - Les deux chercheurs ② - Activation du virus - Welcome to tomorrow |                   |                   |                   |                   |
| Décidément, le 31 août n'est pas une journée de tout repos ! Alors que Tôma tente désespérément de finir ses devoirs en cette veille de rentrée, le destin semble s'acharner sur lui une fois de plus : sans cesse interrompu, il se retrouve obligé d'affronter deux nouveaux ennemis. Et si le premier s'intéresse à Mikoto d'un peu trop près, le second, quant à lui, n'hésite pas à enlever Index ! Mais le lycéen n'est pas le seul à avoir des ennuis. Accelerator, qui est devenu la cible de nombreuses attaques depuis sa défaite, voit débarquer chez lui l'une des sisters. Nom de code : Last Order… |                   |                   |                   |                   |
| 7 | 12 novembre 2010  | 978-4-7575-3053-9 | 23 mai 2013       | 978-2-35592-531-3 |
| Liste des chapitres : - Hyôka Kazakiri - La nouvelle - Le golem - Les joies de la vie scolaire - La bataille de la galerie marchande |                   |                   |                   |                   |
| Cette fois, l'heure de la rentrée a sonné ! Après avoir levé le maléfice qui pesait sur l'amie d'Ôma grâce à son pouvoir, Tôma parvient miraculeusement à revenir chez lui à temps pour le début des cours. Mais il n'est pas le seul à avoir pénétré clandestinement dans la Cité Académique : un mystérieux intrus vient de franchir les portes de la ville… |                   |                   |                   |                   |
| 8 | 22 juin 2011      | 978-4-7575-3223-6 | 4 juillet 2013    | 978-2-35592-557-3 |
| Liste des chapitres : - Hyôka Kazakiri - Je ne laisserai personne briser cette illusion - Nouvelle cible - La cité des mirages - Ellis - À demain ! |                   |                   |                   |                   |
| Confrontée à une terrible crise alimentaire, Index se rend au lycée de Tôma, où elle fait la connaissance de Hyôka, élève récemment transférée dans l’établissement. Les deux jeunes filles se lient d’amitié et décident de passer l’après-midi ensemble à la galerie marchande. C’est alors qu’une magicienne du Necessarius fait irruption sur les lieux, bien décidée à en découdre. Son objectif ? Déclencher une guerre entre mages et espers. Sa cible ? Rien de moins qu’Index, Imagine Breaker et la clé du légendaire district i… |                   |                   |                   |                   |
| 9 | 21 janvier 2012   | 978-4-7575-3473-5 | 26 septembre 2013 | 978-2-35592-580-1 |
| Liste des chapitres : - Retrouvailles - Où est Orsola ? - Enlèvement - Pèlerinage miniature - Infiltration - Techniques de combat Amakusa |                   |                   |                   |                   |
| En rentrant du lycée, Tôma découvre qu'Index a été enlevée ! Mais le mystérieux kidnappeur a laissé un message… Il donne rendez-vous au jeune homme à l'extérieur de la Cité Académique, dans un vieux cinéma désaffecté. Bien décidé à tirer la pauvre nonne de ce mauvais pas, Tôma se rend sur les lieux, sans se douter que d'anciennes connaissances l'y attendent de pied ferme… |                   |                   |                   |                   |
| 10 | 22 août 2012      | 978-4-7575-3689-0 | 28 novembre 2013  | 978-2-35592-601-3 |
| Liste des chapitres : - L'église catholique romaine - Le plus merveilleux des présents - La croix de l'Archevêque - Sheol Fear - Le bâton du lotus - Cercle mystique composite - Rapport |                   |                   |                   |                   |
| La nonne Orsola Aquinas, seule capable de déchiffrer le Livre de la loi, l'ouvrage interdit d'Aleister Crowley, a disparu ! Or, il est dit que ce grimoire mettra fin à l'ère du christianisme… Voilà donc l'Église catholique romaine, sur les charbons ardents, obligée de collaborer avec l'Église anglicane pour remettre la main sur la demoiselle. Mais lorsque Tôma, enrôlé malgré lui par Stiyl Magnus, parvient à arracher Orsola aux griffes de ses ravisseurs, la situation se complique : voici que leur chef affirme avoir voulu protéger la jeune femme… L'esper saura-t-il démasquer ses véritables ennemis ? |                   |                   |                   |                   |
| 11 | 22 janvier 2013   | 978-4-7575-3875-7 | 23 janvier 2014   | 978-2-35592-621-1 |
| Liste des chapitres : - Le retour du cauchemar - Move Point ① - Move Point ② - Le 21 Août - Revanche - Réalité personnelle - Promesse - L'autre partie de la promesse |                   |                   |                   |                   |
| Sale journée pour Kuroko Shirai : alors qu'elle avait enfin réussi à passer un peu de temps avec son idole, la grande Mikoto Misaka, la voilà obligée de partir en mission pour les Judgment. En effet, une mystérieuse valise provenant du district 23 vient d'être dérobée en pleine rue ! Ce que la jeune esper ignore encore, c'est que cette mallette contient les débris du diagramme arborescent, le superordinateur de la Cité Académique. Et si jamais quelqu'un parvient à le reconstituer, le cauchemar des sisters reprendra ! Tôma, Railgun et Accelerator ne seront pas de trop pour empêcher le pire… |                   |                   |                   |                   |
| 11.5 | 22 février 2013   | 978-4-7575-3871-9 | —                 |                   |
| Second Guide Book |                   |                   |                   |                   |
| 12 | 27 août 2013      | 978-4-7575-4034-7 | 24 avril 2014     | 978-2-35592-667-9 |
| Liste des chapitres : - Championnat des étoiles, Ouverture - Premier tour - Deuxième tour - Silent Coin, le calme après la tempête - Le Shorthand |                   |                   |                   |                   |
| Après l'affaire Awaki Musujime, Tôma aurait pu s'attendre à avoir enfin un peu de répit… D'autant que le Championnat des étoiles, un tournoi opposant tous les établissements scolaires de la Cité Académique, est sur le point de commencer ! Mais la poisse légendaire de notre jeune esper n'est pas près de le quitter : dès le début du festival, une nouvelle menace se profile à l'horizon, sous la forme d'un mystérieux artefact… |                   |                   |                   |                   |
| 13 | 22 février 2014   | 978-4-7575-4219-8 | 27 novembre 2014  | 978-2-35592-746-1 |
| Liste des chapitres : - Le Shorthand ② - Le Shorthand ③ - Le Shorthand ④ - Livraison - Pause déjeuner - Nouvelle traque - Tsukebumi Tamazusa |                   |                   |                   |                   |
| Avec Stiyl et Motoharu, Tôma se lance à la poursuite d'une mystérieuse intruse dans les rues de la Cité Académique. La demoiselle, nommée Oriana Thomson, n'est autre qu'une transporteuse missionnée par l’église catholique romaine, chargée de livrer un redoutable artefact… Mais la jeune femme a plus d'un tour dans son sac : elle leur glisse entre les doigts après avoir privé Stiyl de ses pouvoirs ! Seul moyen de la contrer, mettre la main sur son grimoire, dissimulé sur l'un des terrains de jeu de la ville… |                   |                   |                   |                   |
| 14 | 22 octobre 2014   | 978-4-7575-4440-6 | 23 avril 2015     | 978-2-35592-806-2 |
| Liste des chapitres : - À temps pour la parade nocturne - Les conditions d'activation - Poste d'observation ① - Poste d'observation ② - Poste d'observation ③ - Poste d'observation ④ - Poste d'observation ⑤ - Et c'est reparti ! |                   |                   |                   |                   |
| La course-poursuite continue dans le district 5 : pour retrouver la trace d'Oriana, Motoharu est de nouveau obligé d'utiliser ses pouvoirs, ce qui porte un rude coup à son organisme. Incapable de tenir tête à la jeune femme dans son état, il tente un ultime coup de bluff en prétendant que Kaori Kanzaki est en route pour la Cité Académique ! L'astuce fonctionne, mais, dans sa fuite, la transporteuse tombe sur Aisa, qu'elle prend pour un membre de l'Église anglicane, et la laisse entre la vie et la mort ! Fou de rage, Tôma ne compte pas en rester là… |                   |                   |                   |                   |
| 15 | 22 avril 2015     | 978-4-7575-4606-6 | 10 décembre 2015  | 978-2-35592-902-1 |
| Liste des chapitres : - Italie, nous voici ! - Orsola de Chioggia - La flotte de la Reine ① - La flotte de la Reine ② - La flotte de la Reine ③ - La flotte de la Reine ④ |                   |                   |                   |                   |
| Nouvelle journée, nouveaux problèmes… Alors que le Championnat des étoiles s'achève, Tôma remporte un voyage en Italie ! Pour quelqu'un poursuivi par la poisse, voilà qui ne présage rien de bon… Et l'adolescent n'est pas au bout de ses surprises, car, une fois sur place, Index et lui tombent nez à nez avec Orsola, rentrée à Chioggia pour préparer son déménagement. Mais lorsque le trio se sépare, un mystérieux assaillant tente d'éliminer la nonne ! |                   |                   |                   |                   |
| 16 | 21 novembre 2015  | 978-4-7575-4792-6 | 24 novembre 2016  | 978-2-35592-977-9 |
| Liste des chapitres : - La flotte de la Reine ⑤ - Le Rosaire de l'Instant ① - Le Rosaire de l'Instant ② - Le Rosaire de l'Instant ③ - Retour au bercail - Un gage pour Tôma |                   |                   |                   |                   |
| Attaqués par de mystérieux agresseurs, Tôma et Orsola se retrouvent propulsés à bord d'un immense voilier. À leur grande surprise, sœur Agnese, également sur le navire, leur propose un marché… et les aide à s'évader ! Ce n'est qu'après avoir quitté la nonne qu'ils apprennent la terrible vérité : l'évêque Busoni a l'intention de la sacrifier pour exécuter un sortilège, la Reine de l'Adriatique, capable de détruire jusqu'à l'idée même de Venise ! Avec l'appui des Amakusa, nos héros pourront-ils déjouer les plans machiavéliques de l'Église catholique romaine ? |                   |                   |                   |                   |
| 17 | 21 mai 2016       | 978-4-7575-5002-5 | 24 mai 2017       | 979-10-327-0085-3 |
| Liste des chapitres : - Nouveau foyer et Sisters - La révolution de Misaka et Misaka - Rencontres dans la galerie marchande ① - Rencontres dans la galerie marchande ② - Amata Kihara ① - Amata Kihara ② |                   |                   |                   |                   |
| Blessé au cours de son combat contre l'évêque Busoni, Tôma est rapatrié d'urgence au Japon : au temps pour ses précieuses vacances à l'étranger… Et pas question de profiter d'un repos bien mérité, car il est attendu de pied ferme par Mikoto, qui compte bien lui infliger un gage après sa victoire lors du Championnat des étoiles ! Pendant ce temps, d'autres convalescents sortent tout juste de l'hôpital… Accelerator et Last Order sont confiés à une vieille connaissance de Kikyô Yoshikawa, mais, à peine arrivée dans son nouveau foyer, la petite fille disparaît sans prévenir ! Ni une ni deux, l'esper part à sa recherche… |                   |                   |                   |                   |
| 18 | 22 novembre 2016  | 978-4-7575-5150-3 | 26 octobre 2017   | 979-10-327-0143-0 |
| Liste des chapitres : - Intrus ① - Intrus ② - Intrus ③ - Intrus ④ - Intrus ⑤ - Testament - Manifestation |                   |                   |                   |                   |
| À peine Accelerator a-t-il retrouvé Last Order que de nouveaux ennuis arrivent. Amata Kihara, un chercheur qui a participé aux expériences sur l'esper, parvient contre toute attente à le frapper au visage et à s'emparer de la petite fille ! Et comme si ça ne suffisait pas, voilà qu'Index débarque en plein milieu du combat… De son côté, Tôma est témoin d'un phénomène étrange : des anti-skill mobilisés lors d'une attaque contre la Cité Académique tombent évanouis les uns après les autres… Pire encore, l'assaillant réussit à pénétrer dans l'enceinte de la ville, où il compte bien semer le chaos ! |                   |                   |                   |                   |
| 19 | 22 septembre 2017 | 978-4-7575-5404-7 | 21 juin 2018      | 979-10-327-0270-3 |
| Liste des chapitres : - Punition divine - L'ange déchu Fuse Kazakiri - Limit over - Science et objection - De ténèbres en ténèbres - Avant la guerre |                   |                   |                   |                   |
| La Cité Académique est sens dessus dessous : tandis que Vento de l'Avant sème le chaos et que Tôma tente de sauver des innocents, Accelerator cherche désespérément la planque d'Amata, qui détient toujours Last Order… Mais rien ne perturbe les plans d'Aleister, qui déploie sa nouvelle arme de défense surpuissante sur la ville. Grâce au réseau des Misaka, il a pris le contrôle des champs de dispersion d'AIM et, bientôt, un ange artificiel apparaît sous les traits de Hyôka Kazakiri… Tôma parviendra-t-il à arrêter le phénomène avant qu'il soit trop tard ? |                   |                   |                   |                   |
| 20 | 22 juin 2018      | 978-4-7575-5583-9 | 6 décembre 2018   | 979-10-327-0342-7 |
| Liste des chapitres : - Le Groupe ① - Le Groupe ② - Le foyer de jeunes filles du Necessarius - Misuzu Misaka ① - Misuzu Misaka ② - Misuzu Misaka ③ |                   |                   |                   |                   |
| Après l'attaque perpétrée par Vento, les tensions entre les espers et les magiciens sont plus vives que jamais : la Cité Académique est en passe d'entrer en guerre contre l'Église catholique romaine, ce qui provoque des manifestations partout dans le monde ! Pour l'heure, Tôma et ses amis profitent encore en toute insouciance de leur vie étudiante mais, dans l'ombre, différentes factions se mettent déjà en mouvement. Accelerator est ainsi recruté par une mystérieuse organisation qui combat les innombrables ennemis de la ville… Seulement, le jeune homme est-il prêt à obéir aux ordres sans discuter ? |                   |                   |                   |                   |
| 21 | 21 septembre 2018 | 978-4-7575-5780-2 | 18 avril 2019     | 979-10-327-0409-7 |
| Liste des chapitres : - Les brebis se dirigent vers la colline - Le conseil supérieur de la Cité Académique - Avignon ① - Avignon ② - Avignon ③ - Avignon ④ |                   |                   |                   |                   |
| Les nouvelles alarmantes qui viennent du monde entier rendent les parents d'élèves de la Cité Académique très inquiets… à commencer par Misuzu Misaka, qui est à la tête d'un mouvement destiné à ramener les enfants chez eux. Seulement, cette initiative a fait d'elle une menace à éliminer, et elle ne doit son salut qu'à l'intervention d'Accelerator et de Tôma ! Si la mère de Mikoto rentre chez elle saine et sauve, le détenteur de l'Imagine Breaker, lui, n'est pas au bout de ses peines : quelques jours plus tard, alors qu'il sort du lycée, une femme âgée armée d'un pistolet le prend soudain en otage ! Dans quelle galère va-t-il encore se retrouver embarqué ? |                   |                   |                   |                   |
| 22 | 22 mars 2019      | 978-4-7575-6048-2 | 19 mars 2020      | 979-10-327-0595-7 |
| Liste des chapitres : - Raid sur Avignon ① - Raid sur Avignon ② - Raid sur Avignon ③ - Raid sur Avignon ④ - Le courtier - L'esplanade de la salle des concerts du district 7 - Le laboratoire d'ingénierie des particules élémentaires |                   |                   |                   |                   |
| Alors qu'il est en mission spéciale avec Motoharu, Tôma se retrouve séparé de son compagnon et atterrit par hasard à Avignon, en France. C'est là qu'il croise la route d'Itsuwa des Amakusa, elle aussi à la recherche du fameux document C, un artefact magique qui permettrait aux catholiques de manipuler des foules entières ! C'est une arme de poids contre les ennemis de l'Église romaine, comme la Cité Académique… qui ne tarde d'ailleurs pas à intervenir en force pour détruire l'objet ! Mais c'était compter sans un nouvel adversaire de taille : Terra de la Gauche, qui semble invincible grâce à son sort de Préséance… |                   |                   |                   |                   |
| 23 | 12 novembre 2019  | 978-4-7575-6337-7 | 19 novembre 2020  | 979-10-327-0679-4 |
| Liste des chapitres : - Le laboratoire d'ingénierie des particules élémentaires ② - District 23 - Gare terminus - District 4 - Entrepôt frigorifique - District 11 - Quartier des entrepôts - District 10 - Centre de redressement ① - District 10 - Centre de redressement ② |                   |                   |                   |                   |
| Après avoir déjoué une tentative d'assassinat contre un membre du conseil supérieur, le Groupe cherche à en retrouver le commanditaire… Mais quelle n'est pas sa surprise lorsqu'il découvre que d'autres commandos secrets agissent comme lui dans l'ombre, au risque de menacer la sécurité de la Cité Académique ! En effet, les attaques se multiplient dans différents districts, il faut faire vite : l'heure est venue d'affronter ces mystérieux adversaires… Accelerator et ses compagnons seront-ils à la hauteur ? |                   |                   |                   |                   |
| 24 | 12 juin 2020      | 978-4-7575-6675-0 | 18 mars 2021      | 979-10-327-0766-1 |
| Liste des chapitres : - District 3 - Planque ① - District 3 - Planque ② - District 3 - Planque ③ - District 3 - Raffinerie automatisée ① - District 3 - Raffinerie automatisée ② - District 7 - Terrasse de café |                   |                   |                   |                   |
| Après avoir repoussé une attaque de Block à la frontière de la Cité Académique, le Groupe découvre que la cible de l'ennemi est en réalité le district 10, où sont enfermés les compagnons de Move Point ! Heureusement, le combat tourne court, et la troupe de Tatsuhiko Saku est définitivement éliminée… Pendant ce temps, les commandos Item et School s'affrontent pour récupérer les pinces de fixation, un puissant appareil qui permet de manipuler les particules élémentaires… Mais les espers de ces deux factions sont aussi redoutables les uns que les autres ! Qui parviendra à remporter la partie ? |                   |                   |                   |                   |
| 25 | 12 février 2021   | 978-4-7575-7086-3 | 18 novembre 2021  | 979-10-327-1022-7 |
| Liste des chapitres : - District 7 - Carrefour piéton - Un jour, quelque part - Avertissement - Garde rapprochée Amakusa - District 22 - L'attaque - Après l'attaque |                   |                   |                   |                   |
| Teitoku Kakine, le chef du commando School, est bien décidé à devenir le numéro un de la Cité Académique afin de participer activement aux projets d'Aleister. Son plan ? Enlever Last Order pour provoquer Accelerator en duel ! La ruse fonctionne, et voilà que les deux espers s'affrontent au beau milieu de la ville dans un combat explosif qui, contrairement aux apparences, ne semble pas joué d'avance… |                   |                   |                   |                   |
| 26 | 12 octobre 2021   | 978-4-7575-7522-6 | 11 août 2022      | 979-10-327-1163-7 |
| Liste des chapitres : - Le moment venu - William Orwell - Vénération de la Vierge - Le destructeur de saint ① - Le destructeur de saint ② - Le destructeur de saint ③ - Le destructeur de saint ④ |                   |                   |                   |                   |
| Les jours de Tôma sont menacés ! En effet, Acqua de l'Arrière a annoncé clairement ses intentions à la Cité Académique ainsi qu'à l'Église anglicane. L'adolescent est donc à présent sous l'étroite surveillance des Amakusa… Hélas, le saint parvient à franchir toutes les barrières et à atteindre sa cible, qui ne doit son salut qu'à l'ultimatum posé par son adversaire : il faut qu'Imagine Breaker perde son bras droit dans un délai de 24 heures s'il veut avoir la vie sauve ! Les protecteurs de Tôma parviendront-ils à trouver le point faible de l'ennemi avant qu'il ne soit trop tard ? |                   |                   |                   |                   |
| 27 | 12 mai 2022       | 978-4-7575-7920-0 | 16 mars 2023      | 979-10-327-1303-7 |
| Liste des chapitres : - Le destructeur de saint ⑤ - L'agent du chaos - La sainte droite - Vol pour le royaume de la magie - Sky bus 365 ① - Sky bus 365 ② |                   |                   |                   |                   |
| Malgré leur nombre, les Amakusa tiennent difficilement tête à Acqua de l'Arrière… Heureusement, ils ont un atout de taille contre le saint surpuissant : un sortilège spécifiquement conçu pour anéantir ceux de son espèce ! Néanmoins, il faudrait déjà parvenir à lui porter ne serait-ce qu'un coup… Même Kaori Kanzaki, la papesse, ne ressort pas indemne du combat, alors qu'elle possède pourtant des capacités similaires à celles de l'adversaire. Mais l'affrontement lui aura au moins permis de comprendre la véritable nature des pouvoirs de l'ennemi… Cela suffira-t-il à l'éliminer ? |                   |                   |                   |                   |
| 28 | 12 décembre 2022  | 978-4-7575-8304-7 | 14 mars 2024      | 979-10-327-1705-9 |
| Liste des chapitres : - Conseil de guerre ① - Conseil de guerre ② - Conseil de guerre ③ - New Light ① - New Light ② - New Light ③ - La guerre des trois factions |                   |                   |                   |                   |
| 29 | 12 juillet 2023   | 978-4-7575-8656-7 | 20 février 2025   | 979-10-327-1706-6 |
| Liste des chapitres : - Le mercenaire et la princesse ① - Le mercenaire et la princesse ② - Le mercenaire et la princesse ③ - Le mercenaire et la princesse ④ - Le chevalier et le mercenaire ① - Le chevalier et le mercenaire ② - Le chevalier et le mercenaire ③ |                   |                   |                   |                   |
| Décidément, rien ne se passe jamais comme prévu pour Index et Tôma ! À peine ont-ils posé le pied sur le sol britannique qu'ils sont convoqués par la reine : cette dernière charge la jeune nonne d'enquêter sur la mystérieuse explosion qui s'est produite à l'entrée de l'Eurotunnel. Mais la situation se corse lorsque la princesse Carrisa, fille cadette de la souveraine, usurpe l'artefact spirituel de la famille royale pour s'emparer du pouvoir ! Face au chaos ambiant, Imagine Breaker, resté à Londres, cherche à rejoindre son amie, tandis qu'un vieil adversaire refait surface... |                   |                   |                   |                   |
| 30 | 9 février 2024    | 978-4-7575-9046-5 |                   |                   |
| 31 | 12 novembre 2024  | 978-4-7575-9509-5 |                   |                   |
| 32 | 12 juin 2025      | 978-4-7575-9888-1 |                   |                   |

### 4-koma Anthology
| no | Japonais        | Japonais          |
| no | Date de sortie  | ISBN              |
| -- | --------------- | ----------------- |
| 1  | 27 mars 2012    | 978-4-04-886499-2 |
| 2  | 27 octobre 2012 | 978-4-04-891106-1 |
| 3  | 27 mars 2013    | 978-4-04-891566-3 |

### Toaru Majutsu no Index: Endymion no Kiseki
| no | Japonais        | Japonais          |
| no | Date de sortie  | ISBN              |
| -- | --------------- | ----------------- |
| 1  | 27 août 2013    | 978-4-7575-4035-4 |
| 2  | 22 octobre 2013 | 978-4-7575-4088-0 |

### Toaru Nichijô no Index-san
| no | Japonais         | Japonais          |
| no | Date de sortie   | ISBN              |
| -- | ---------------- | ----------------- |
| 1  | 22 février 2014  | 978-4-7575-4220-4 |
| 2  | 22 octobre 2014  | 978-4-7575-4441-3 |
| 3  | 22 avril 2015    | 978-4-7575-4607-3 |
| 4  | 21 novembre 2015 | 978-4-7575-4793-3 |
| 5  | 21 mai 2016      | 978-4-7575-5003-2 |

### A Certain Scientific Railgun
| no | Japonais         | Japonais          | Français        | Français                                                                |
| no | Date de sortie   | ISBN              | Date de sortie  | ISBN                                                                    |
| --- | ---------------- | ----------------- | --------------- | ----------------------------------------------------------------------- |
| 1 | 10 novembre 2007 | 978-4-8402-4107-6 | 9 juillet 2021  | 978-2-3831-6022-9                                                       |
| Liste des chapitres : - 16 juillet - 17 juillet ① - 17 juillet ② - 18 juillet ① - 18 juillet ② - 19 juillet ① - 19 juillet ② |                  |                   |                 |                                                                         |
| 2 | 10 juin 2008     | 978-4-04-867146-0 | 9 juillet 2021  | 978-2-38-316024-3                                                       |
| Liste des chapitres : - 20 juillet - 21 juillet ① - 21 juillet ② - 24 juillet ① - 24 juillet ② - 24 juillet ③ |                  |                   |                 |                                                                         |
| 3 | 27 février 2009  | 978-4-04-867719-6 | 14 janvier 2022 | 978-2-38-316044-1                                                       |
| Liste des chapitres : - 24 juillet ④ - 24 juillet ⑤ - 24 juillet ⑥ - L'épilogue de certains étudiants - 25 juillet - Un certain entraînement pour deux personnes (1re partie) - Un certain entraînement pour deux personnes (2e partie) |                  |                   |                 |                                                                         |
| 4 | 27 octobre 2009  | 978-4-04-868169-8 | 13 juillet 2022 | 978-2-38-316117-2 (édition standard) 978-2-38-316452-4 (édition deluxe) |
| Liste des chapitres : - 10 août ① - 10 août ② - 11 août - 15 août ① - 15 août ② - 15 août ③ |                  |                   |                 |                                                                         |
| 5 | 26 juin 2010     | 978-4-04-868686-0 | 24 mars 2023    | 978-2-38-316216-2                                                       |
| Liste des chapitres : - 15 août ④ - 16 août - 19 août ① - 19 août ② - 19 août ③ - 19 août ④ - 19 août ⑤ - Bonus : Judgment en folie |                  |                   |                 |                                                                         |
| 6 | 26 février 2011  | 978-4-04-870350-5 | 30 juin 2023    | 978-2-38-316394-7                                                       |
| Liste des chapitres : - 20 août ① - 20 août ② - 21 août ① - 21 août ② - 21 août ③ - 21 août ④ - 21 août ⑤ |                  |                   |                 |                                                                         |
| 7 | 17 décembre 2011 | 978-4-04-870976-7 | 3 novembre 2023 | 978-2-38-316546-0                                                       |
| 8 | 27 octobre 2012  | 978-4-04-891101-6 | 9 février 2024  | 978-2-38-316610-8                                                       |
| 9 | 27 août 2013     | 978-4-04-891844-2 | 2025            | 978-2-38-316670-2                                                       |
| 10 | 26 juillet 2014  | 978-4-04-866698-5 |                 |                                                                         |
| 11 | 27 octobre 2015  | 978-4-04-865431-9 |                 |                                                                         |
| 12 | 26 novembre 2016 | 978-4-04-892365-1 |                 |                                                                         |
| 13 | 27 novembre 2017 | 978-4-04-893425-1 |                 |                                                                         |
| 14 | 11 octobre 2018  | 978-4-04-912146-9 |                 |                                                                         |
| 15 | 10 octobre 2019  | 978-4-04-912838-3 |                 |                                                                         |
| 16 | 26 octobre 2020  | 978-4-04-913481-0 |                 |                                                                         |
| 17 | 26 février 2022  | 978-4-049-14255-6 |                 |                                                                         |
| 18 | 27 mars 2023     | 978-4-04-914959-3 |                 |                                                                         |
| 19 | 27 mars 2024     | 978-4-04-915665-2 |                 |                                                                         |
| 20 | 26 juin 2025     | 978-4-04-916457-2 |                 |                                                                         |

### Toaru Kagaku no Railgun Gaiden: Astral Buddy
| no | Japonais          | Japonais          |
| no | Date de sortie    | ISBN              |
| -- | ----------------- | ----------------- |
| 1  | 27 novembre 2017  | 978-4-0489-3434-3 |
| 2  | 27 septembre 2018 | 978-4-0491-2050-9 |
| 3  | 26 juillet 2019   | 978-4-0491-2643-3 |
| 4  | 26 octobre 2020   | 978-4-0491-3390-5 |

### Toaru Kagaku no Mental Out
| no | Japonais        | Japonais          |
| no | Date de sortie  | ISBN              |
| -- | --------------- | ----------------- |
| 1  | 25 février 2022 | 978-4-0411-2179-5 |
| 2  | 26 janvier 2023 | 978-4-0411-2842-8 |
| 3  | 10 janvier 2024 | 978-4-04-114737-5 |
| 4  | 26 février 2025 | 978-4-04-115949-1 |

### Toaru Kagaku no Accelerator
| no | Japonais         | Japonais          |
| no | Date de sortie   | ISBN              |
| -- | ---------------- | ----------------- |
| 1  | 26 juillet 2014  | 978-4-04-866702-9 |
| 2  | 27 novembre 2014 | 978-4-04-866988-7 |
| 3  | 27 avril 2015    | 978-4-04-869345-5 |
| 4  | 27 octobre 2015  | 978-4-04-865430-2 |
| 5  | 27 mai 2016      | 978-4-04-892121-3 |
| 6  | 27 novembre 2016 | 978-4-04-892430-6 |
| 7  | 26 août 2017     | 978-4-04-892917-2 |
| 8  | 24 mars 2018     | 978-4-04-893719-1 |
| 9  | 11 octobre 2018  | 978-4-04-912054-7 |
| 10 | 26 juin 2019     | 978-4-04-912586-3 |
| 11 | 26 mars 2020     | 978-4-04-913114-7 |
| 12 | 27 août 2020     | 978-4-04-913394-3 |

### Toaru Idol no Accelerator-sama
| no | Japonais         | Japonais          |
| no | Date de sortie   | ISBN              |
| -- | ---------------- | ----------------- |
| 1  | 26 novembre 2016 | 978-4-04-892363-7 |
| 2  | 26 août 2017     | 978-4-04-892916-5 |
| 3  | 24 mars 2018     | 978-4-04-893715-3 |
| 4  | 25 décembre 2018 | 978-4-04-912240-4 |

### Toaru Kagaku no Dark Matter
| no | Japonais       | Japonais          |
| no | Date de sortie | ISBN              |
| -- | -------------- | ----------------- |
| 1  | 26 mars 2020   | 978-4-04-913105-5 |

### Toaru Anbu no Item
| no | Japonais       | Japonais          |
| no | Date de sortie | ISBN              |
| -- | -------------- | ----------------- |
| 1  | 26 juin 2024   | 978-4-04-915751-2 |

### Toaru Majutsu no Virtual-On
| no | Japonais        | Japonais          |
| no | Date de sortie  | ISBN              |
| -- | --------------- | ----------------- |
| 1  | 10 mars 2018    | 978-4-04-893774-0 |
| 2  | 26 octobre 2018 | 978-4-04-912130-8 |
| 3  | 26 juin 2019    | 978-4-0491-2603-7 |

### A Certain Magical Index
Édition japonaise
1. 1 2  Tome 1
2. 1 2  Tome 2
3. 1 2  Tome 3
4. 1 2  Tome 4
5. 1 2  Tome 5
6. 1 2  Tome 5.5
7. 1 2  Tome 6
8. 1 2  Tome 7
9. 1 2  Tome 8
10. 1 2  Tome 9
11. 1 2  Tome 10
12. 1 2  Tome 11
13. 1 2  Tome 11.5
14. 1 2  Tome 12
15. 1 2  Tome 13
16. 1 2  Tome 14
17. 1 2  Tome 15
18. 1 2  Tome 16
19. 1 2  Tome 17
20. 1 2  Tome 18
21. 1 2  Tome 19
22. 1 2  Tome 20
23. 1 2  Tome 21
24. 1 2  Tome 22
25. 1 2  Tome 23
26. 1 2  Tome 24
27. 1 2  Tome 25
28. 1 2  Tome 26
29. 1 2  Tome 27
30. 1 2  Tome 28
31. 1 2  Tome 29
32. 1 2  Tome 30
33. 1 2  Tome 31
34. 1 2  Tome 32

Édition française
1. 1 2  Tome 1
2. 1 2  Tome 2
3. 1 2  Tome 3
4. 1 2  Tome 4
5. 1 2  Tome 5
6. 1 2  Tome 6
7. 1 2  Tome 7
8. 1 2  Tome 8
9. 1 2  Tome 9
10. 1 2  Tome 10
11. 1 2  Tome 11
12. 1 2  Tome 12
13. 1 2  Tome 13
14. 1 2  Tome 14
15. 1 2  Tome 15
16. 1 2  Tome 16
17. 1 2  Tome 17
18. 1 2  Tome 18
19. 1 2  Tome 19
20. 1 2  Tome 20
21. 1 2  Tome 21
22. 1 2  Tome 22
23. 1 2  Tome 23
24. 1 2  Tome 24
25. 1 2  Tome 25
26. 1 2  Tome 26
27. 1 2  Tome 27
28. 1 2  Tome 28
29. 1 2  Tome 29

### 4-koma Anthology
Édition japonaise
1. 1 2  Tome 1
2. 1 2  Tome 2
3. 1 2  Tome 3

### Toaru Majutsu no Index: Endymion no Kiseki
Édition japonaise
1. 1 2  Tome 1
2. 1 2  Tome 2

### Toaru Nichijô no Index-san
Édition japonaise
1. 1 2  Tome 1
2. 1 2  Tome 2
3. 1 2  Tome 3
4. 1 2  Tome 4
5. 1 2  Tome 5

### A Certain Scientific Railgun
Édition japonaise
1. 1 2  Tome 1
2. 1 2  Tome 2
3. 1 2  Tome 3
4. 1 2  Tome 4
5. 1 2  Tome 5
6. 1 2  Tome 6
7. 1 2  Tome 7
8. 1 2  Tome 8
9. 1 2  Tome 9
10. 1 2  Tome 10
11. 1 2  Tome 11
12. 1 2  Tome 12
13. 1 2  Tome 13
14. 1 2  Tome 14
15. 1 2  Tome 15
16. 1 2  Tome 16
17. 1 2  Tome 17
18. 1 2  Tome 18
19. 1 2  Tome 19
20. 1 2  Tome 20

Édition française
1. 1 2  Tome 1
2. 1 2  Tome 2
3. 1 2  Tome 3
4. 1 2  Tome 4
5. ↑  Tome 4 Edition Deluxe
6. 1 2  Tome 5
7. 1 2  Tome 6
8. 1 2  Tome 7
9. 1 2  Tome 8
10. 1 2  Tome 9

### Toaru Kagaku no Railgun Gaiden: Astral Buddy
Édition japonaise
1. 1 2  Tome 1
2. 1 2  Tome 2
3. 1 2  Tome 3
4. 1 2  Tome 4

### Toaru Kagaku no Mental Out
Édition japonaise
1. 1 2  Tome 1
2. 1 2  Tome 2
3. 1 2  Tome 3
4. 1 2  Tome 4

### Toaru Kagaku no Accelerator
Édition japonaise
1. 1 2  Tome 1
2. 1 2  Tome 2
3. 1 2  Tome 3
4. 1 2  Tome 4
5. 1 2  Tome 5
6. 1 2  Tome 6
7. 1 2  Tome 7
8. 1 2  Tome 8
9. 1 2  Tome 9
10. 1 2  Tome 10
11. 1 2  Tome 11
12. 1 2  Tome 12

### Toaru Idol no Accelerator-sama
Édition japonaise
1. 1 2  Tome 1
2. 1 2  Tome 2
3. 1 2  Tome 3
4. 1 2  Tome 4

### Toaru Kagaku no Dark Matter
Édition japonaise
1. 1 2  Tome 1

### Toaru Anbu no Item
Édition japonaise
1. 1 2  Tome 1

### Toaru Majutsu no Virtual-On
Édition japonaise
1. 1 2  Tome 1
2. 1 2  Tome 2
3. 1 2  Tome 3